# Cleteus
Cleteus is een geslacht van kevers uit de familie somberkevers (Zopheridae).

## Soorten
Deze lijst is mogelijk niet compleet.
- C. bisulcatus
- C. marginicollis